# NaroCAD
NaroCADは、パラメトリックなソリッドモデリング（体積のある物）による製品デザインを行うための3次元・CADシステムのモデラーソフトである。NaroCADはOpen Cascade テクノロジーの技術基盤に基づいており、プログラミング言語C#によって記述されている。開発はオープンソースで進められており、SourceForge.net上でソースコードが公開されている。

## 概要
NaroCADではコンピュータ上の３次元空間にパラメトリックなソリッドモデルを配置することができる。　またNaroCADのスケッチャー機能で作図した2次元オブジェクトは、空間を指差しで線をなぞり書きするかのようにマウスポインターを動かして透視図を描くことによって立体図形を入力することも可能となっている。

## 来歴
- 2009年6月27日 - NaroCAD 1.0 をリリースした[3]。